# Floyd Alonso McClure
Floyd Alonso McClure (1897-1970) est un botaniste américain qui a consacré sa vie entière à l'étude des bambous.

## Biographie
Floyd Alonzo McClure est né dans le comté de Shelby dans l'Ohio (États-Unis) et a poursuivi ses études à l'université d'État de l'Ohio.
Il est ensuite parti comme enseignant en Chine, où il séjourna pendant 24 ans.
Il y travailla comme professeur de botanique économique à l'université Lingnan à Canton.
Lorsque les Japonais envahirent la Chine, Floyd Alonzo McClure retourna aux États-Unis et devint consultant sur les bambous pour le compte du Département de l'Agriculture des États-Unis.
Dans les années 1940, il fut nommé chercheur honoraire associé au National Museum of Natural History (Musée national d'histoire naturelle), fonction qu'il exerça jusqu'à sa mort en 1970.

## Sélection bibliographique
- Bamboos of the genus Phyllostachys under cultivation in the United States, 1957, U.S. Dept. of Agriculture, Agricultural Research Service (Washington, D.C), Agriculture handbook / United States Department of Agriculture ; no. 114, Agriculture handbook (United States. Dept. of Agriculture), no. 114.ii, 69 p.